# Molophilus (Molophilus) christine
Molophilus (Molophilus) christine is een tweevleugelige uit de familie steltmuggen (Limoniidae). De soort komt voor in het Australaziatisch gebied.